# ロコ・ロンドン金取引
ロコ・ロンドン金取引（ロコ・ロンドンきんとりひき）とは、実際にロンドン市場で金取引をせず、業者と相対で取引するにすぎず、金の現物が手に入るわけではない、という詐欺商法の一つ。現物まがい商法の一種でもある。

## 概要
そもそも、ロコとは「～渡し」という意味で、ロコ・ロンドン取引とは「ロンドンでの金や銀の相対取引」のことで、売買したゴールドやシルバーの受け渡し口座がロンドンにあることからこのように呼ばれる。本来、これらの取引を行なっているのは、大手商社や鉱山会社、貴金属業者などの事業者に限られている。
これに対して、日本でロコ・ロンドン取引と呼ばれるのは、「ロコ・ロンドン取引と称する金取引」であり、本来の取引とは全くの別物である。その仕組みは、業者に証拠金を預けて、それを元に金の現物価格を指標として、レバレッジを効かせて売買を行う差金決済取引となっている。これは、実際にロンドン市場で金取引をするのではなく、業者と相対で取引するにすぎず、金の現物が手に入るわけではない。